# Joseph Weingärtner
Joseph Weingärtner (* 22. Januar 1805 in Münster; † 7. September 1896 ebenda), auch Josef Weingärtner, war ein deutscher Jurist, Autor und Numismatiker.

## Ausbildung und Berufsleben
Er besuchte das Gymnasium Paulinum in Münster und studierte anschließend von 1823 bis 1826 Rechtswissenschaften an den Universitäten Bonn und Berlin. Seine juristische Karriere im Staatsdienst begann er 1826 als Auskultator beim Oberlandesgericht in Münster. Ab 1828 war er Referendar und ab 1832 Assessor am Land- und Stadtgericht Vreden. Als Land- und Stadtgerichtsrat wurde er 1843 Dirigent der Gerichtsdeputation in Salzkotten und ein Jahr später war er als Direktor am Land- und Stadtgericht in Vlotho tätig. Im Jahre 1849 wurde er als Direktor des Kreisgerichts in Warburg eingesetzt. Dort blieb er bis zu seiner Pensionierung am 1. Oktober 1879. Nach seiner Pensionierung zog er nach Münster.

## Wirken
Weingärtner trat als Autor von mehreren historischen, aber insbesondere von numismatischen Werken hervor. Es schrieb auch niederdeutsche Texte.
In seiner Zeit als Kreisgerichtsdirektor wurde 1860 bis 1862 das neue Warburger Gerichtsgebäude erbaut. Als Richter war er Vorsitzender des Prozesses am Paderborner Schwurgericht gegen den Wilderer Hermann Klostermann. Er war auch Kenner der niederdeutschen Sprache, so hielt er manche Prozesse teilweise in niederdeutscher Sprache ab.

## Auszeichnungen
Weingärtner war Ehrenbürger der Stadt Warburg.

## Werke
- Die ältesten Münzen von Münster und Paderborn. In: Zeitschrift für vaterländische Geschichte und Altertumskunde [heute: Westfälische Zeitschrift], Band 22, 1862
- Beschreibung der Kupfer-Münzen des Bistums Paderborn und der Abtei Corvey. 1864 (ULB Münster)
- Wildschütz Klostermann. In: Neuer Pitaval. Neue Folge, Band 4, 1869
- Beschreibung der Kupfer-Münzen Westfalens. Heft 1–3, 1872–1875
- Das Kind in seiner Poesie in plattdeutscher Mundart. 1880
- Kupfer-Münzen Westfalens. 2. Band, 1881
- Die Gold- und Silber-Münzen des Bistums Paderborn. 1882
- Die Gold- und Silber-Münzen der Abtei Corvey. 1886
- Lippische Geld- und Münzgeschichte (Nachträge). 1890
- Erzählungen aus Westfalen
  - I. Land und Leute an der westfälisch-holländischen Gränze. 1890
  - II. Ut Mönsters olle Tied. 1890
- Beiträge zur älteren Geschichte der Stadt Warburg. 1889